# صالح القنبر
((وجدت خليفتي بالملعب)) هكذا وصف ماجد عبد الله القنبر بعد انتهاء مواجهة نادي القادسية السعودي والنصر والتي سجل بها صالح القنبر 3 اهداف يعتبر صالح القنبر أحد اميز المهاجمين في نادي القادسية السعودي ويمتلك ميزات كثيرة من ضمنها اللعب بالرجل اليمين واليسار واتقان الضربات الهوائية والضربات الثابتة

## الهبوط ورحلة العودة
هبطت القادسية عام 96 لأول مرة في تاريخها وقد رحل القنبر حزينا عن الفريق لكنه سرعان ماعاد لرد الدين للنادي الذي احتضنه وكان له بصمة كبيرة في الصعود بالنادي.

## الرحيل للفتح
تجاهلت إدارة القادسية جهود القنبر وبدأت تطفيشه بدلا من تكريمه فكرمت جهوده طوال السنوات التي قضاها مع النادي بالتنسيق من النادي في مطلع 2005
ورحل صالح القنبر نحو نادي الفتح ليساهم معهم في ابقاء الفريق بالدرجة الأولى.

## الاعتزال
اعتزل القنبر عام 2006 بعد مشوار استمر قرابة 16 سنة بالملاعب
وتفرغ للعب مع فريق التقدم بالاحساء..إحدى فرق الحواري المميزين..

## القنبر وشباك الاتفاق
يعتبر القنبر أكثر لاعب قدساوي سجل في شباك الاتفاق بواقع 11 هدف
أي انه كان يملك في كل مباراة بصمة وهدف

## الأنجازات
يمتلك القنبر العديد من الانجازات مع النادي
فحصل مع النادي على بطولة كاس ولي العهد، بطولة كاس الكؤوس الآسيوية، بطولة كاس الاتحاد السعودي، ووصافة البطولة العربية، ودرع دوري الدرجة الأولى